# Naomi Ackie
Naomi Sarah Ackie, född 2 november 1992 i Walthamstow i London, är en brittisk skådespelare.
Ackie har bland annat medverkat i TV-serien The End of the F***ing World från 2019 samt i filmerna Star Wars: The Rise of Skywalker från 2019 och Whitney Houston: I Wanna Dance with Somebody från 2022. Hon medverkar även i Mickey 17 med premiär i början av 2025.

## Filmografi (i urval)
- 2019: The End of the F***ing World
- 2019: Star Wars: The Rise of Skywalker
- 2022: Whitney Houston: I Wanna Dance with Somebody
- 2024 – Blink Twice
- 2025: Mickey 17
- 2025 – Torsdagsmordklubben
- 2025 – Sorry, Baby